# Dobruš
Dobruš (rusky i bělorusky Добруш, polsky Dobrusz) je město v Homelské oblasti v Bělorusku, správní středisko Dobrušského rajónu. K roku 2010 měla bezmála devatenáct tisíc obyvatel.

## Poloha a doprava
Dobruš leží poblíž východní hranice Běloruska na řece Iputi (přítoku Soži) východně od místa, kde do ní ústí Chorapuc.
Z jihu město míjí dálnice M10, která vede od východu od ruských hranic (kde je napojena na ruskou dálnici A240 přicházející z Novozybkova přes Zlynku) na západ přes Homel a další města až do Kobrynu na západě Běloruska.

## Rodáci
- Uladzimir Putraš (* 1970), fotbalista